# (46735) 1997 UG1
1997 يو جي 1 (ويعرف أيضًا باسم (46735) 1997 يو جي 1 وفق تسمية الكوكب الصغير) (بالإنجليزية: 1997 UG1)‏ هو كويكب ضمن حزام الكويكبات؛ وترتيبه 46735 من حيث الاكتشاف.
اكتُشف هذا الجُرم الفلكي بواسطة تاكيشي أوراتا ‏ في 21 أكتوبر 1997.

## وصلات خارجية
- (46735) 1997 UG1 في قاعدة بيانات مختبر الدفع النفاث لأجرام النظام الشمسي الصغيرة

- الاكتشاف · مخطط المدار ·  العناصر المدارية · المعلمات المادية

- (46735) 1997 UG1 على موقع ويكي سكاي: DSS2, SDSS, GALEX, IRAS, Hydrogen α, X-Ray, Astrophoto, Sky Map, Articles and images